# Cicinna
Cicinna (in greco antico: Κίκυννα?, Kíkynna) era un demo dell'Attica. Non si sa con certezza dove fosse situato, ma secondo alcuni studiosi si trovava vicino al demo di Sfetto, forse vicino alla moderna Chalidou, a est del monte Imetto.

## Descrizione
Il demo era conosciuto per essere il luogo natale di Strepsiade, il protagonista de Le nuvole di Aristofane. Rappresentando la generalità dei membri del demo, Aristofane dipinge questo personaggio come un agricoltore prospero e attento al suo figlio svogliato. In un discorso di Lisia si dice che una proprietà a Cicinna raggiungeva le 10 mine di valore (una somma molto grande, equivalente a 1000 dracme).
Probabilmente Cicinna aveva una propria Diasia, la festa a Zeus più importante dell'Attica, in cui il dio veniva onorato come Zeus Milichio: questo si evince da un passaggio della già citata commedia di Aristofane. La festa si teneva il 23 del mese di Antesterione (all'incirca all'inizio di marzo): le persone più ricche offrivano le vittime e le più povere bruciavano l'incenso.